# Dream Quest - La regina dei sogni
Dream Quest - La regina dei sogni (Dream Quest) è un film pornografico statunitense del 2000 ed è uno dei più costosi della storia del porno. Tra i protagonisti numerose stelle del cinema hard, fra cui Jenna Jameson, Alexa Rae, Asia Carrera, Stephanie Swift.

## Riconoscimenti
- 2001 - AVN Awards
  - Best Selling Title
  - Best Renting Title
  - Best Cinematography
  - Best Packaging
- 2001 - XRCO Award
  - Best Adult DVD